# Liste der Premierminister von Bermuda

Wappen von Bermuda

Die Liste der Premierminister von Bermuda umfasst die Leiter der Regierung beziehungsweise Premierminister des britischen Überseegebietes Bermuda. Der Premierminister wird durch den Gouverneur von Bermuda im Namen des britischen Monarchen ernannt. 

## Premierminister von Bermuda seit 1968
| #                                                     | Name (Geburtsdatum–Sterbedatum) | Beginn der Amtszeit | Ende der Amtszeit | Partei                   | Anmerkungen            |
| ----------------------------------------------------- | ------------------------------- | ------------------- | ----------------- | ------------------------ | ---------------------- |
| Leiter der Regierung (Government Leaders (1968–1973)) |                                 |                     |                   |                          |                        |
| 1                                                     | Henry Tucker (1903–1986)        | 10. Juni 1968       | 29. Dezember 1971 | United Bermuda Party     |                        |
| 2                                                     | Edward Richards (1908–1991)     | 29. Dezember 1971   | 18. April 1973    | United Bermuda Party     |                        |
| Premierminister (seit 1973)                           |                                 |                     |                   |                          |                        |
| 1                                                     | Edward Richards (1908–1991)     | 18. April 1973      | 29. Dezember 1975 | United Bermuda Party     |                        |
| 2                                                     | John Sharpe (1921–1999)         | 29. Dezember 1975   | 30. August 1977   | United Bermuda Party     |                        |
| 3                                                     | David Gibbons (1927–2014)       | 30. August 1977     | 15. Januar 1982   | United Bermuda Party     | 1983 Sir David Gibbons |
| 4                                                     | John Swan (* 1935)              | 15. Januar 1982     | 25. August 1995   | United Bermuda Party     | 1990 Sir John Swan     |
| 5                                                     | David Saul (* 1939)             | 25. August 1995     | 27. März 1997     | United Bermuda Party     |                        |
| 6                                                     | Pamela Gordon (* 1954)          | 27. März 1997       | 10. November 1998 | United Bermuda Party     |                        |
| 7                                                     | Jennifer M. Smith (* 1947)      | 10. November 1998   | 29. Juli 2003     | Progressive Labour Party |                        |
| 8                                                     | Alex Scott (* 1940)             | 29. Juli 2003       | 30. Oktober 2006  | Progressive Labour Party |                        |
| 9                                                     | Ewart Brown (* 1946)            | 30. Oktober 2006    | 29. Oktober 2010  | Progressive Labour Party |                        |
| 10                                                    | Paula Cox (* 1964)              | 29. Oktober 2010    | 18. Dezember 2012 | Progressive Labour Party |                        |
| 11                                                    | Craig Cannonier (* 1963)        | 18. Dezember 2012   | 19. Mai 2014      | One Bermuda Alliance     | Rücktritt              |
| 12                                                    | Michael Dunkley (* 1958)        | 19. Mai 2014        | 19. Juli 2017     | One Bermuda Alliance     |                        |
| 13                                                    | E. David Burt (* 1979)          | 19. Juli 2017       | amtierend         | Progressive Labour Party |                        |